# Orden de la Cruz de Grunwald
La Orden de la Cruz de Grunwald (en polaco: Orden Krzyża Grunwaldu) es una alta condecoración militar de la República Popular de Polonia. Fue establecida en noviembre de 1943 por el Alto Mando de la Gwardia Ludowa, un movimiento de resistencia polaco de la Segunda Guerra Mundial organizado por el Partido de los Trabajadores Polacos. El 20 de febrero de 1944 fue confirmado por el Consejo Estatal Nacional (Krajowa Rada Narodowa) y el 22 de diciembre por el Comité Polaco de Liberación Nacional y confirmado nuevamente el 17 de febrero de 1960 por el gobierno de la República Popular de Polonia.
La Orden de la Cruz de Grunwald era concedida a los militares polacos o aliados por su valor o mérito en el combate contra la Alemania nazi. Después del final de la Segunda Guerra Mundial, siguió siendo concedida por mérito destacado en el mando o contribución destacada al desarrollo de las Fuerzas Armadas polacas. finalmente, fue anulada, por el presidente de Polonia, a través de un decreto del Parlamento Polaco en 1992.
En total, entre los años 1943 y 1983, se otorgaron 5738 Cruces de Grunwaldː 71 de 1.er grado, 346 de 2.do grado y 5321 de 3.er grado.

## Historia
La introducción de la orden está relacionada con el desarrollo del movimiento de resistencia comunista en Polonia en 1943, que no se sometió al gobierno de Polonia en el exilio de Londres. Con el fin de distinguir a los participantes en la lucha de este movimiento de resistencia, inicialmente, el 15 de julio de 1942, se introdujo un elogio escrito en tres niveles al Comando General de la Guardia Popular. En mayo de 1943, sin embargo, el Jefe del Estado Mayor de la Gwardia Ludowa, el coronel Franciszek Jóźwiak «Witold», tomó la iniciativa de introducir una nueva condecoración de combate propia
En la reunión del Estado Mayor de la Gwardia Ludowa y del Comité Central del PPR el 8 de noviembre de 1944, se presentaron varias propuestas:
- Orden por Nuestra libertad y la Tuya: una propuesta del distrito de Łódź
- Orden por la Libertad y el Pueblo - propuesta del capitán Stanisław Nowicki «Felek»
- Orden del Águila Insurgente (un águila sin corona con un rifle y una guadaña cruzada en la parte inferior): una propuesta del distrito de Radom-Kielce
- Orden en forma de escudo con dos espadas - una vieja idea de Franciszek Bartoszak «Stefan», quien murió en mayo de 1943;
- Orden de la Cruz de Grunwald - una propuesta del mayor Grzegorz Korczyński

Finalmente se eligió la propuesta presentada por Korczyński puesto que la condecoración propuesta se refería a la lucha contra el teutonismo y la victoria en la Batalla de Grunwald en 1410, contra los caballeros teutónicos. 
Inicialmente, la condecoración se llamó: la Orden de la Cruz de Grunwald, y en 1960 finalmente se llamó: la Orden de la Cruz de Grunwald. Se acordó que esta orden tendría tres grados y se otorgaría por hechos heroicos en la lucha armada contra el ocupante alemán por la libertad y la independencia de Polonia. En ese momento, trabajando en el Estado Mayor de la Guardia Popular, el general Michał Żymierski «Rola» (más tarde Comandante Supremo del Ejército Popular), responsable del trabajo en el premio, rechazó la renovación de la orden Virtuti Militari y la Cruz del Valor (por cierto, renovada por el mando del 1.er Cuerpo de las Fuerzas Armadas Polacas en la Unión Soviética) debido a la existencia de capítulos en Londres y el deseo de crear una nueva condecoración para la nueva Polonia, que debía tomar la forma de una orden. Żymierski apoyó la división de la Cruz de Grunwald en cinco grados, similar a la orden Virtuti Militari (esquema de la Legión de Honor) para aumentar la posibilidad de recompensar a los partisanos y guerrilleros. Se encontró con la oposición de Jóźwiak, quien lo consideró una confusión innecesaria, limitando la orden a tres clases.
La Orden no ha sido otorgada desde 1987. El 23 de diciembre de 1992, la adjudicación de la Orden se consideró completada, como sucedió con la mayoría de las demás condecoraciones militares otorgadas por méritos.
La Orden de la Cruz de Grunwald no ha sido aceptada en el actual sistema polaco de condecoraciones estatales. En 2000, algunos de los caballeros y veteranos de la Orden establecieron la Asociación de Caballeros de la Orden de la Cruz de Grunwald con el fin de restaurar el estatus y el lugar de la Orden de la Cruz de Grunwald en el sistema polaco de condecoraciones y restaurar el honor cívico debido a los caballeros de esta orden.

## Reglamento
El primer reglamento de la orden de noviembre de 1943 estipulaba que en lugar de la insignia, la persona condecorada recibiría un diploma con una descripción de los servicios por los que en galardonado, y las cintas rojas y blancas con las dimensiones adecuadas para la Orden de la "Cruz de Grunwald" se otorgaron en sustitución de esta orden:
- 1.er grado- cinta de 30 mm de ancho
- 2.do grado - cinta de 20 mm de ancho
- 3.er grado - cinta de 15 mm de ancho.

El reglamento estipulaba que un guardia condecorado con la Cruz de Grunwald era ascendido al rango de cabo y un sargento al rango de Subteniente.
El 25 de diciembre de 1943 se publicó en el cuerpo de prensa de la Gwardia Ludowa, una orden del Comando General de la Guardia Popular, con fecha del 1 de enero de 1944, en la que se establecía la orden y su estatuto y se otorgaban las primeras 30 Órdenes de la "Cruz de Grunwald"
Por resolución del Consejo Estatal Nacional (Krajowa Rada Narodowa) del 20 de febrero de 1944, se estableció oficialmente la Orden de la Cruz de Grunwald, como condecoración estatal y se estableció su estatuto temporal. La resolución establece que la Orden de la Cruz de Grunwald se otorgara por:
- 1.er grado: por la conducción victoriosa de importantes operaciones militares, para contribuciones destacadas y significativas a la organización de las fuerzas armadas y el combate subterráneo.
- 2.do grado: por su destacada distinción al comandar una unidad en el campo de batalla, al comandar una unidad partisana y por sus destacadas contribuciones al trabajo subterráneo.
- 3.er grado: para hazañas heroicas personales en el campo de batalla o en trabajos subterráneos.

La resolución estipulaba que la Cruz de Grunwald de primera clase era otorgada por el Consejo Nacional a solicitud del Presídium del Consejo Estatal Nacional o el Comando Principal del Ejército Popular, y la segunda y tercera clase por el Comando Principal del Ejército Popular a petición de los mandos inferiores. La resolución mantiene el derecho a ser promovido a grados superiores; todavía se suponía que una cinta roja y blanca era un signo de concesión de la Cruz de Grunwald, con franjas verdes añadidas a los lados.
El 22 de diciembre de 1944, el decreto del Comité Polaco de Liberación Nacional sobre órdenes, condecoraciones y medallas confirmó la Cruz de Grunwald como condecoración perteneciente al sistema polaco de condecoraciones estatales, otorgada en las condiciones especificadas en la resolución de la NCR. Este decreto otorgó los mismos privilegios a los condecorados con la Cruz de Grunwald que a los caballeros de la Orden de Guerra Virtuti Militari, además, se especificó que cada persona condecorada con la Cruz de Grunwald tiene derecho a ser promovida inmediatamente por un rango. También se estableció que la Cruz de Grunwald, grados II y III, durante la guerra, puede ser otorgada por el Comandante Supremo del Ejército Polaco (las de clase I - solo podían ser otorgadas por el Presídium del Consejo Estatal Nacional) en nombre del Consejo Estatal Nacional. Al mismo tiempo, el comandante supremo del ejército polaco en diciembre de 1944 autorizó a los comandantes del ejército a otorgar el tercer grado de la Cruz de Grunwald a los soldados rasos, suboficiales y oficiales, incluido el comandante del batallón o escuadrón.
Después de la adopción de la Pequeña Constitución de 1947, el derecho a otorgar la Cruz de Grunwald pasó al Consejo de Estado. La solicitud debía presentarse por escrito con una descripción detallada del acto por el que se otorgaría el premio. Esta orden fue luego incluida en la Ley de 17 de febrero de 1960 sobre órdenes y condecoraciones, bajo el nuevo nombre de la Orden de la Cruz de Grunwald, como una orden de guerra, siendo un premio por méritos militares destacados o en la creación y desarrollo del Ejército Popular de Polonia, sin criterios detallados para la adjudicación.
La Orden de la Cruz de Grunwald fue la cuarta condecoración más importante de la República Popular de Polonia. La medalla se lleva en el lado izquierdo del pecho, y en presencia de otras órdenes y medallas de Polonia, se coloca inmediatamente después de la Orden Virtuti Militari. Desde 1992, si se usa en presencia de órdenes o medallas de la actual República de Polonia, estas últimas tienen prioridad

## Descripción
El diseño de la insignia de la Orden fue confiado por el Comando de la Guardia Popular al Maj. Stanisław Nowicki "Felek", que fue editor en jefe del periódico clandestino GL "Gwardzista" y miembro del Estado Mayor de la Guardia Popular. Desarrolló un diseño preliminar de una insignia en forma de cruz con dos espadas, símbolo de la victoria sobre los Caballeros Teutónicos en la Batalla de Grunwald. En la segunda mitad de 1944, el artista visual Mieczysław Berman diseñó la versión final de la Orden. 
Las insignias se fabricaron inicialmente en la Casa de la Moneda de Moscú en la URSS, a partir de marzo de 1945.
La insignia tiene forma de cruz isósceles; las de 1.er grado de oro con dimensiones de 55 × 55 mm, las de grado II y III, plateado, dimensiones de 45 × 45 mm (los pedidos de estas clases producidos después de 1960 se hicieron de plata de acuerdo con la Ley de 17 de febrero de 1960). Los brazos de la cruz están enmarcados, excepto el reverso de la clase III, en las clases I y II el marco es dorado, y en la clase III es plateado. En medio de la cruz hay un escudo de tres lados en un marco. 
En el anverso del pedido hay dos espadas apuntando hacia abajo en el escudo, en el reverso del escudo hay la inscripción 1410 / KG / 1944 en tres líneas.
La cinta de la Orden de la Cruz de Grunwald mide 35 mm de ancho, es de color rojo con franjas verdes de 2 mm de ancho en los lados y una franja blanca de 7 mm de ancho en el centro.

## Medallas y cintas
| Cintas de la Orden de la Cruz de Grunwald | Cintas de la Orden de la Cruz de Grunwald | Cintas de la Orden de la Cruz de Grunwald |
| ----------------------------------------- | ----------------------------------------- | ----------------------------------------- |
| 1.er Grado                                | 2.do Grado                                | 3.er Grado                                |

| Orden de la Cruz de Grunwald | Orden de la Cruz de Grunwald | Orden de la Cruz de Grunwald |
| ---------------------------- | ---------------------------- | ---------------------------- |
| 1.er Grado                   | 2.do Grado                   | 3.er Grado                   |